# 東日本三菱自動車販売
東日本三菱自動車販売株式会社（ひがしにほんみつびしじどうしゃはんばい）は、東京都目黒区に本社を置く三菱自動車工業のディーラーである。2007年に関東三菱自動車販売株式会社として設立。
2019年4月1日付で関東三菱自動車販売株式会社が東日本三菱自動車販売株式会社（旧法人、本社：福島県）を吸収合併し、（新）東日本三菱自動車販売へ商号変更し、東日本の販売子会社2社を統合した。
管轄する営業エリアは、千葉県・群馬県を除く関東地方と山梨県・長野県、（旧）東日本三菱自動車販売から引き継いだ新潟県・福島県である。